# Jours-en-Vaux
Jours-en-Vaux korábbi község (település) Franciaországban, Côte-d’Or megyében. 2016. január 1-jén Ivry-en-Montagne községgel egyesült és Val-Mont új község része lett.
Lakosainak száma 96 fő (2018. január 1.). Jours-en-Vaux Saussey községgel határos.

## Népesség
A település népességének változása:
| Lakosok száma | 107  | 102  | 264  | 95   | 96   |
|               | 2013 | 2015 | 2016 | 2017 | 2018 |